# Epithalassius sanctimarci
Epithalassius sanctimarci är en tvåvingeart som beskrevs av Josef Mik 1891. Epithalassius sanctimarci ingår i släktet Epithalassius och familjen styltflugor. Inga underarter finns listade i Catalogue of Life.